# Opernbesetzungen der Salzburger Festspiele 1931 bis 1934

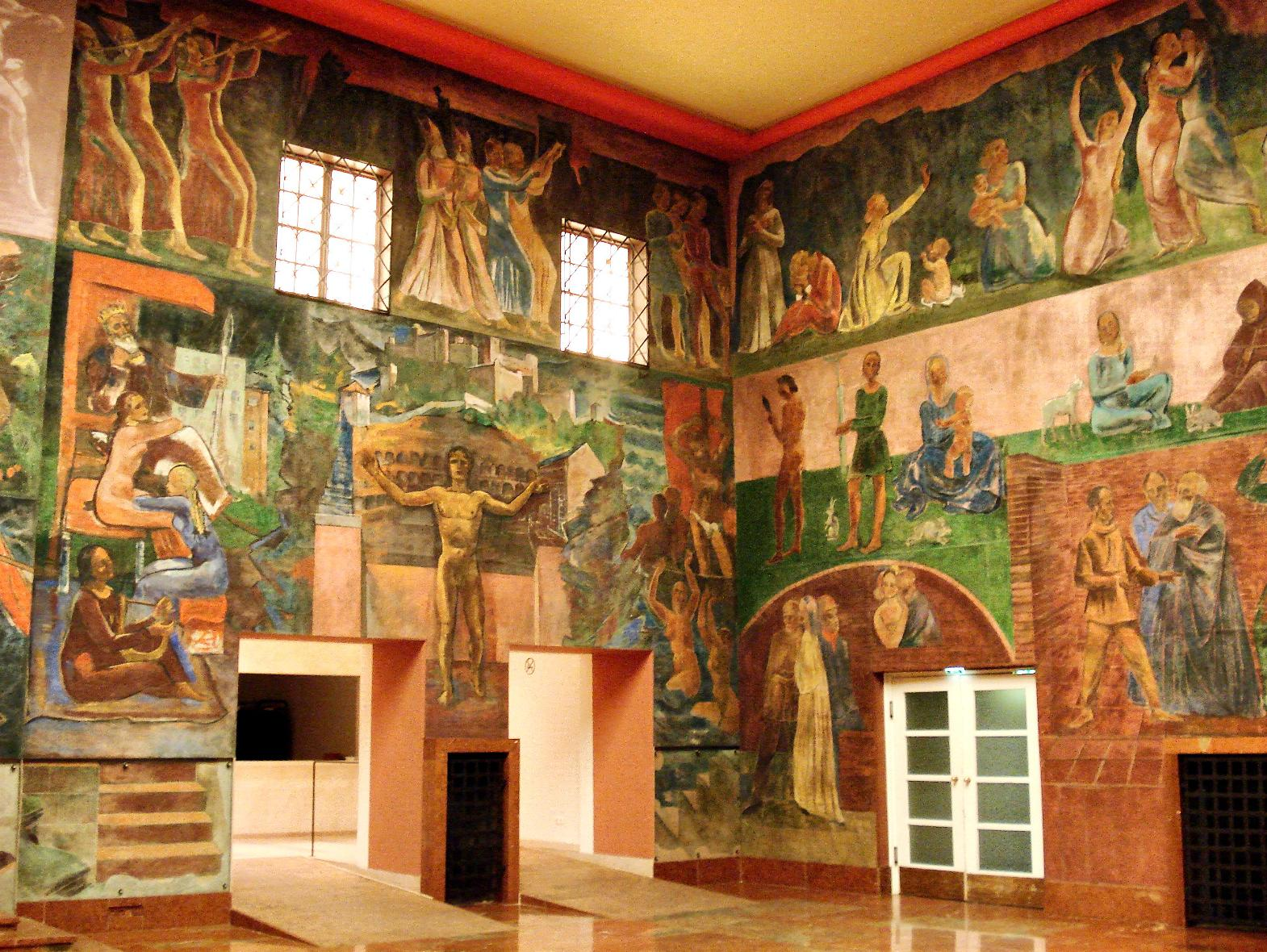
Das Faistauer Foyer, Eingangsbereich zum Salzburger Festspielhaus, der Spielstätte für nahezu alle Opernaufführungen

Die Opernbesetzungen der Salzburger Festspiele 1931 bis 1934 umfassen alle Opernaufführungen der Salzburger Festspiele in diesen Jahren. Diese Jahre wurden insbesondere von den Dirigenten Clemens Krauss, dem Direktor der Wiener Staatsoper, und Bruno Walter geprägt.

## 1931
| Il barbiere di Siviglia von Cesare Sterbini und Gioachino Rossini, Festspielhaus, 25. Juli bis 6. August 1931 (vier Aufführungen)                             |                                                                           | | |
| Wiener Philharmoniker Coro del Teatro alla Scala Arturo Lucon                                                                                                 | Mario Ghisalberti                                                         | Tina Paggi Rosina Gina Pedroni Berta | Dino Borgili Graf Almaviva Enrico Vannuccini Dr. Bartolo Mariano Stabile Figaro Fernando Autori Basilio Ubaldo Toffanetti Fiorello Giuseppe Menni Offizier Toni Corcione Notar                                                                      |
| Don Pasquale von Giovanni Ruffini und Gaetano Donizetti, Salzburger Stadttheater, 26. Juli und 4. August 1931 (zwei Aufführungen)                             |                                                                           | | |
| Wiener Philharmoniker Coro del Teatro alla Scala Arturo Lucon                                                                                                 | Mario Ghisalberti                                                         | Tina Paggi Norina | Fernando Autori Don Pasquale Mariano Stabile Malatesta Tommaso Alcaide Ernesto Ubaldo Toffanetti Notar |
| Il matrimonio segreto von Giovanni Bertati und Domenico Cimarosa, Salzburger Stadttheater, 30. Juli und 7. August 1931 (zwei Aufführungen)                    |                                                                           | | |
| Wiener Philharmoniker Coro del Teatro alla Scala Arturo Lucon                                                                                                 | Mario Ghisalberti                                                         | Laura Pasini Elisetta Graziella Pareto Carolina Giuseppina Zinetti Fidalma | Enrico Vannuccini Geronimo Umberto di Lelio Graf Robinson Christy Solari Paolino |
| Der Rosenkavalier von Hugo von Hofmannsthal und Richard Strauss, Festspielhaus, 1. bis 27. August 1931 (drei Aufführungen)                                    |                                                                           | | |
| Wiener Philharmoniker Wiener Staatsopernchor Clemens Krauss                                                                                                   | Lothar Wallerstein Alfred Roller Bühnenbild                               | Viorica Ursuleac Feldmarschallin Margit Angerer Octavian Adele Kern Sophie Karola Jovanović Leitmetzerin Gertrud Rünger Annina                                                                                           | Richard Mayr Baron Ochs Hermann Wiedemann Faninal Hermann Gallos Valzacchi Viktor Madin Haushofmeister bei der Marschallin \| Polizeikommissär William Wernigk Haushofmeister bei Faninal \| Wirt Alfred Muzzarelli Notar Koloman von Pataky Sänger |
| Don Juan von Lorenzo Da Ponte und Wolfgang Amadeus Mozart, Festspielhaus, 3. und 22. August 1931 (zwei Aufführungen)                                          |                                                                           | | |
| Wiener Philharmoniker Wiener Staatsopernchor Bruno Walter | Lothar Wallerstein Oskar Strnad Bühnenbild                                | Germaine Lubin Donna Anna Luise Helletsgruber Donna Elvira Lotte Schöne Zerlina | Karl Hammes Don Juan Richard Mayr Leporello Emanuel List Der Komtur Koloman von Pataky Don Ottavio Karl Ettl Masetto |
| Die Hochzeit des Figaro von Lorenzo Da Ponte und Wolfgang Amadeus Mozart, Festspielhaus, 5. bis 20. August 1931 (drei Aufführungen)                           |                                                                           | | |
| Wiener Philharmoniker Wiener Staatsopernchor Clemens Krauss                                                                                                   | Lothar Wallerstein Alfred Roller Bühnenbild                               | Viorica Ursuleac Gräfin Almaviva Adele Kern Susanna Gertrud Rünger Marcellina Irene Eisinger Cherubino Aenne Michalsky Barbarina                                                                                         | Wilhelm Rode Graf Almaviva Karl Hammes Figaro Erich Zimmermann Basilio Karl Norbert Bartolo Viktor Madin Antonio Hermann Gallos Don Curzio |
| Die Zauberflöte von Emanuel Schikaneder und Wolfgang Amadeus Mozart, Festspielhaus, 8. bis 25. August 1931 (drei Aufführungen)                                |                                                                           | | |
| Wiener Philharmoniker Wiener Staatsopernchor Bruno Walter | Karl Heinz Martin Oskar Strnad Bühnenbild                                 | Marie Gerhart Königin der Nacht Lotte Schöne Pamina Luise Helletsgruber 1. Dame Aenne Michalsky 2. Dame Gertrud Rünger 3. Dame Irene Eisinger Papagena Maria Cebotari 1. Knabe Molly Jonas 2. Knabe Polly Batic 3. Knabe | Richard Mayr Sarastro Hans Fidesser Tamino Josef von Manowarda Sprecher William Wernigk 1. Priester \| 1. Geharnischter Karl Ettl 2. Priester \| 2. Geharnischter Karl Hammes Papageno Erich Zimmermann Monostatos                                  |
| Die Entführung aus dem Serail von Johann Gottlieb Stephanie und Wolfgang Amadeus Mozart, Salzburger Stadttheater, 11. und 30. August 1931 (zwei Aufführungen) |                                                                           | | |
| Wiener Philharmoniker Wiener Staatsopernchor Robert Heger | Rudolf Hartmann Oskar Strnad Bühnenbild                                   | Gertrud Callam Konstanze Lotte Schöne Blondchen | Alfred Muzzarelli Bassa Selim Koloman von Pataky Belmonte Hermann Gallos Pedrillo Emanuel List Osmin |
| Così fan tutte von Lorenzo Da Ponte und Wolfgang Amadeus Mozart, Salzburger Stadttheater, 14. und 19. August 1931 (zwei Aufführungen)                         |                                                                           | | |
| Wiener Philharmoniker Wiener Staatsopernchor Clemens Krauss                                                                                                   | Lothar Wallerstein Ludwig Sievert Bühnenbild                              | Viorica Ursuleac Fiordiligi Eva Hadrabová Dorabella Adele Kern Despina | Franz Völker Ferrando Karl Hammes Guglielmo Josef von Manowarda Don Alfonso |
| Orpheus und Eurydike von Ranieri de’ Calzabigi und Christoph Willibald Gluck, Festspielhaus, 15. und 24. August 1931 (zwei Aufführungen)                      |                                                                           | | |
| Wiener Philharmoniker Wiener Staatsopernchor Bruno Walter | Karl Heinz Martin César Klein Bühnenbild Margarete Wallmann Choreographie | Sigrid Onégin Orpheus Maria Müller Eurydike Maria Cebotari Eros Aenne Michalsky, Maria Motzko Geister des Elysiums | |
| Fidelio von Sonnleithner, von Breuning, Treitschke und Ludwig van Beethoven, Festspielhaus, 18. und 29. August 1931 (zwei Aufführungen)                       |                                                                           | | |
| Wiener Philharmoniker Wiener Staatsopernchor Clemens Krauss                                                                                                   | Lothar Wallerstein Clemens Holzmeister Bühnenbild                         | Lotte Lehmann Fidelio Luise Helletsgruber Marzelline | Franz Völker Florestan Richard Mayr Rocco Emanuel List Don Fernando Georg Hann Don Pizzaro Hermann Gallos Jaquino William Wernigk, Karl Ettl Gefangene                                                                                              |

Besetzungswechsel in den Folgevorstellungen:
- Il barbiere di Siviglia. Rosina: Graziella Pareto (31. Juli), Graf Almaviva: Christy Solari (6. August), Basilio: Umberto di Lelio (6. August)
- Il matrimonio segreto. Carolina: Alba Damonte (7. August)
- Der Rosenkavalier. Feldmarschallin: Lotte Lehmann (10. und 27.)
- Fidelio. Don Pizzaro: Wilhelm Rode (18.)

## 1932
| Der Rosenkavalier von Hugo von Hofmannsthal und Richard Strauss, 30. Juli bis 29. August 1932 (vier Aufführungen)                                                  |                                                                             | | |
| Wiener Philharmoniker Wiener Staatsopernchor Clemens Krauss | Lothar Wallerstein Alfred Roller Bühnenbild                                 | Viorica Ursuleac Feldmarschallin Margit Angerer Octavian Adele Kern Sophie Aenne Michalsky Leitmetzerin Gertrud Rünger Annina | Richard Mayr Baron Ochs Hermann Wiedemann Faninal Hermann Gallos Valzacchi Viktor Madin Haushofmeister bei der Marschallin \| Polizeikommissär William Wernigk Haushofmeister bei Faninal \| Wirt Alfred Muzzarelli Notar Helge Roswaenge Sänger                                          |
| Die Entführung aus dem Serail von Johann Gottlieb Stephanie und Wolfgang Amadeus Mozart, Salzburger Stadttheater, 31. Juli bis 14. August 1932 (drei Aufführungen) |                                                                             | | |
| Wiener Philharmoniker Wiener Staatsopernchor Fritz Busch | Carl Ebert Wilhelm Reinking Bühnenbild                                      | Gabriele Ritter-Ciampi Konstanze Erna Berger Blondchen | Luis Rainer Bassa Selim Helge Roswaenge Belmonte Hermann Gallos Pedrillo Karl Norbert Osmin Wilhelm Diengelmann Klaas, Schiffer Karl Ettl Anführer der Wachen |
| Orpheus und Eurydike von Ranieri de’ Calzabigi und Christoph Willibald Gluck, Festspielhaus, 2. bis 23. August 1932 (drei Aufführungen)                            |                                                                             | | |
| Wiener Philharmoniker Wiener Staatsopernchor Bruno Walter | Karl Heinz Martin César Klein Bühnenbild Margarete Wallmann Choreographie   | Sigrid Onégin Orpheus Maria Müller Eurydike Maria Cebotari Eros Aenne Michalsky, Maria Motzko Geister des Elysiums | |
| Così fan tutte von Lorenzo Da Ponte und Wolfgang Amadeus Mozart, Festspielhaus, 4. und 30. August 1932 (zwei Aufführungen)                                         |                                                                             | | |
| Wiener Philharmoniker Wiener Staatsopernchor Clemens Krauss | Lothar Wallerstein Ludwig Sievert Bühnenbild                                | Viorica Ursuleac Fiordiligi Eva Hadrabová Dorabella Adele Kern Despina | Franz Völker Ferrando Karl Hammes Guglielmo Josef von Manowarda Don Alfonso |
| Die Zauberflöte von Emanuel Schikaneder und Wolfgang Amadeus Mozart, Festspielhaus, 6. und 16. August 1932 (zwei Aufführungen)                                     |                                                                             | | |
| Wiener Philharmoniker Wiener Staatsopernchor Bruno Walter | Franz Ludwig Hörth Oskar Strnad Bühnenbild                                  | Marie Gerhart Königin der Nacht Lotte Schöne Pamina Luise Helletsgruber 1. Dame Aenne Michalsky 2. Dame Gertrud Rünger 3. Dame Irene Eisinger Papagena Maria Cebotari 1. Knabe Luisa Weikersheim 2. Knabe Polly Batic 3. Knabe | Richard Mayr Sarastro Helge Roswaenge Tamino Josef von Manowarda Sprecher Raoul Lange 1. Priester Wilhelm Trautz 2. Priester \| 1. Geharnischter Karl Hammes Papageno William Wernigk Monostatos Karl Ettl 2. Geharnischter                                                               |
| Oberon von James Planché und Carl Maria von Weber, Festspielhaus, 12. bis 27. August 1932 (drei Aufführungen)                                                      |                                                                             | | |
| Wiener Philharmoniker Wiener Staatsopernchor Bruno Walter | Franz Ludwig Hörth Oskar Strnad Bühnenbild Margarete Wallmann Choreographie | Lotte Schöne Oberon Gretl Henhofer Titania Else Ruziczka Puck Aenne Michalsky Droll Maria Cebotari 1. Meermädchen Polly Batic 2. Meermädchen Maria Müller Rezia Elfriede Marher Fatime Dagny Servaes Roschana Ruth Maria Schmidt Nadine | Wilhelm Diegelmann Harun al Rschid Hans Bergen Babekan Andrei Jerschik Mesru Luis Rainer Almansor Heinrich Berthold Abdallah Fritz Birkmayer Kaiser Karl der Große Helge Roswaenge Hüon von Bordeaux Karl Hammes Scherasmin                                                               |
| Die Hochzeit des Figaro von Lorenzo Da Ponte und Wolfgang Amadeus Mozart, Festspielhaus, 15. August 1932 (eine Aufführung)                                         |                                                                             | | |
| Wiener Philharmoniker Wiener Staatsopernchor Clemens Krauss | Lothar Wallerstein Alfred Roller Bühnenbild                                 | Viorica Ursuleac Gräfin Almaviva Adele Kern Susanna Gertrud Rünger Marcellina Irene Eisinger Cherubino Aenne Michalsky Barbarina | Alfred Jerger Graf Almaviva Karl Hammes Figaro Erich Zimmermann Basilio Karl Norbert Bartolo Viktor Madin Antonio Hermann Gallos Don Curzio |
| Die Frau ohne Schatten von Hugo von Hofmannsthal und Richard Strauss, Festspielhaus, 19. und 26. August 1932 (zwei Aufführungen)                                   |                                                                             | | |
| Wiener Philharmoniker Wiener Staatsopernchor Clemens Krauss | Lothar Wallerstein Alfred Roller Bühnenbild                                 | Viorica Ursuleac Die Kaiserin Lotte Lehmann Die Färberin Gertrud Rünger Die Amme Eva Hadrabová Stimme des Falken \| Hüter der Schwelle des Tempels Polly Batic Eine Stimme von oben \| Ungeborene \| Sklavin Adele Kern Ungeborene \| Sklavin Aenne Michalsky Ungeborene \| Sklavin Marie Neudorfer, Mitzi Mathias, Rosa Brunnbauer Ungeborene | Franz Völker Der Kaiser Josef von Manowarda Barak Karl Ettl Der Geisterbote \| Wächter der Stadt William Wernigk Der Bucklinge Viktor Madin Der Einäugige \| Wächter der Stadt Alfred Muzzarelli Der Einarmige Helge Roswaenge Erscheinung des Jünglings Hermann Gallos Wächter der Stadt |
| Fidelio von Sonnleithner, von Breuning, Treitschke und Ludwig van Beethoven, Festspielhaus, 24. und 31. August 1932 (zwei Aufführungen)                            |                                                                             | | |
| Wiener Philharmoniker Wiener Staatsopernchor Richard Strauss | Lothar Wallerstein Clemens Holzmeister Bühnenbild                           | Lotte Lehmann Fidelio Luise Helletsgruber Marzelline | Franz Völker Florestan Josef von Manowarda Rocco Richard Mayr Don Fernando Wilhelm Rode Don Pizzaro Hermann Gallos Jaquino William Wernigk, Karl Ettl Gefangene |

Besetzungswechsel in den Folgevorstellungen:
- Der Rosenkavalier. Feldmarschallin: Lotte Lehmann (22. und 29.)

## 1933
| Fidelio von Sonnleithner, von Breuning, Treitschke und Ludwig van Beethoven, Festspielhaus, 29. Juli 1933 (eine Aufführung)                                      |                                                                             | | |
| Wiener Philharmoniker Wiener Staatsopernchor Richard Strauss | Lothar Wallerstein Clemens Holzmeister Bühnenbild                           | Elisabeth Rethberg Fidelio Luise Helletsgruber Marzelline | Franz Völker Florestan Josef von Manowarda Rocco Richard Mayr Don Fernando Alfred Jerger Don Pizzaro Hermann Gallos Jaquino William Wernigk, Karl Ettl Gefangene |
| Orpheus und Eurydike von Ranieri de’ Calzabigi und Christoph Willibald Gluck, Festspielhaus, 31. Juli und 7. August 1933 (zwei Aufführungen)                     |                                                                             | | |
| Wiener Philharmoniker Wiener Staatsopernchor Bruno Walter | Margarete Wallmann César Klein Bühnenbild Margarete Wallmann Choreographie  | Rosette Anday Orpheus Maria Cebotari Eurydike Irene Eisinger Eros Aenne Michalsky, Maria Motzko Geister des Elysiums | |
| Der Rosenkavalier von Hugo von Hofmannsthal und Richard Strauss, Festspielhaus, 1. bis 29. August 1933 (drei Aufführungen)                                       |                                                                             | | |
| Wiener Philharmoniker Wiener Staatsopernchor Clemens Krauss | Lothar Wallerstein Alfred Roller Bühnenbild                                 | Viorica Ursuleac Feldmarschallin Eva Hadrabová Octavian Adele Kern Sophie Aenne Michalsky Leitmetzerin Gertrud Rünger Annina | Richard Mayr Baron Ochs Viktor Madin Faninal Hermann Gallos Valzacchi Viktor Maiwald Haushofmeister bei der Marschallin William Wernigk Haushofmeister bei Faninal \| Wirt Karl Ettl Polizeikommissär Alfred Muzzarelli Notar Helge Roswaenge Sänger                                      |
| Die Hochzeit des Figaro von Lorenzo Da Ponte und Wolfgang Amadeus Mozart, Festspielhaus, 3. und 11. August 1933 (zwei Aufführungen)                              |                                                                             | | |
| Wiener Philharmoniker Wiener Staatsopernchor Clemens Krauss | Lothar Wallerstein Alfred Roller Bühnenbild                                 | Viorica Ursuleac Gräfin Almaviva Adele Kern Susanna Gertrud Rünger Marcellina Irene Eisinger Cherubino Maria Elsner Barbarina | Alfred Jerger Graf Almaviva Karl Hammes Figaro William Wernigk Basilio Karl Norbert Bartolo Viktor Madin Antonio Hermann Gallos Don Curzio |
| Tristan und Isolde von Richard Wagner, Festspielhaus, 4. bis 26. August 1933 (drei Aufführungen)                                                                 |                                                                             | | |
| Wiener Philharmoniker Wiener Staatsopernchor Bruno Walter | Otto Erhardt Oskar Strnad Bühnenbild                                        | Dorothea Manski Isolde Gertrude Rünger Brangäne | Hans Grahl Tristan Richard Mayr König Marke Josef von Manowarda Kurwenal Hans Duhan Melot Hermann Gallos Hirte Alfred Muzzarelli Steuermann Helge Roswaenge Junger Seemann |
| Così fan tutte von Lorenzo Da Ponte und Wolfgang Amadeus Mozart, Festspielhaus, 5. und 8. August 1933 (zwei Aufführungen)                                        |                                                                             | | |
| Wiener Philharmoniker Wiener Staatsopernchor Clemens Krauss | Lothar Wallerstein Ludwig Sievert Bühnenbild                                | Viorica Ursuleac Fiordiligi Eva Hadrabová Dorabella Adele Kern Despina | Franz Völker Ferrando Karl Hammes Guglielmo Josef von Manowarda Don Alfonso |
| Oberon von James Planché und Carl Maria von Weber, Festspielhaus, 9. bis 28. August 1933 (drei Aufführungen)                                                     |                                                                             | | |
| Wiener Philharmoniker Wiener Staatsopernchor Bruno Walter | Franz Ludwig Hörth Oskar Strnad Bühnenbild Margarete Wallmann Choreographie | Lotte Schöne Oberon Helene Kavalir Titania Else Ruziczka Puck Aenne Michalsky Droll Ilonka Holndonner Meermädchen Maria Müller Rezia Irene Eisinger Fatime Dagny Servaes Roschana Ruth Maria Schmidt Nadine | Wilhelm Diegelmann Harun al Rschid Hans Bergen Babekan Andrei Jerschik Mesru Walter Sofka Almansor Heinrich Berthold Abdallah Fritz Birkmayer Kaiser Karl der Große Helge Roswaenge Hüon von Bordeaux Karl Hammes Scherasmin                                                              |
| Die Zauberflöte von Emanuel Schikaneder und Wolfgang Amadeus Mozart, Festspielhaus, 12. und 22. August 1933 (zwei Aufführungen)                                  |                                                                             | | |
| Wiener Philharmoniker Wiener Staatsopernchor Bruno Walter | Oskar Strnad Bühnenbild                                                     | Marie Gerhart Königin der Nacht Lotte Schöne Pamina Luise Helletsgruber 1. Dame Aenne Michalsky 2. Dame Gertrud Rünger 3. Dame Irene Eisinger Papagena Maria Cebotari 1. Knabe Luisa Weikersheim 2. Knabe Polly Batic 3. Knabe | Richard Mayr Sarastro Helge Roswaenge Tamino Josef von Manowarda Sprecher Georges Müller 1. Priester \| 1. Geharnischter Karl Ettl 2. Priester \| 2. Geharnischter Karl Hammes Papageno William Wernigk Monostatos                                                                        |
| Die ägyptische Helena von Hugo von Hofmannsthal und Richard Strauss, Uraufführung der Wiener Fassung, Festspielhaus, 14. und 24. August 1933 (zwei Aufführungen) |                                                                             | | |
| Wiener Philharmoniker Wiener Staatsopernchor Clemens Krauss | Lothar Wallerstein Alfred Roller, Robert Kautsky Bühnenbild                 | Viorica Ursuleac Helena Irene Eisinger Hermione Margit Angerer Aithra Luise Helletsgruber 1. Dienerin Polly Batic 2. Dienerin Aenne Michalsky 1. Elf Margit Szathmary 2. Elf Fanny Salinger 3. Elf Frieda Stroinigg 4. Elf Gertrud Rünger Die alles wissende Muschel                                                                        | Franz Völker Menelaos Alfred Jerger Alrair Helge Roswaenge Da-Ud |
| Die Frau ohne Schatten von Hugo von Hofmannsthal und Richard Strauss, Festspielhaus, 22. August 1933 (eine Aufführung)                                           |                                                                             | | |
| Wiener Philharmoniker Wiener Staatsopernchor Clemens Krauss | Lothar Wallerstein Alfred Roller Bühnenbild                                 | Viorica Ursuleac Die Kaiserin Rose Pauly Die Färberin Gertrud Rünger Die Amme Eva Hadrabová Stimme des Falken \| Hüter der Schwelle des Tempels Polly Batic Eine Stimme von oben \| Ungeborene \| Sklavin Adele Kern Ungeborene \| Sklavin Aenne Michalsky Ungeborene \| Sklavin Marie Neudorfer, Mitzi Mathias, Rosa Brunnbauer Ungeborene | Franz Völker Der Kaiser Josef von Manowarda Barak Karl Ettl Der Geisterbote \| Wächter der Stadt William Wernigk Der Bucklinge Alfred Muzzarelli Der Einäugige Viktor Madin Der Einarmige \| Wächter der Stadt Helge Roswaenge Erscheinung des Jünglings Hermann Gallos Wächter der Stadt |

Besetzungswechsel in einer Folgevorstellung:
- Der Rosenkavalier. Feldmarschallin: Lotte Lehmann (29.), Octavian: Margit Angerer (29.)
- Oberon. Puck: Erna Krumpholz (19. und 28. August)

## 1934
| Fidelio von Sonnleithner, von Breuning, Treitschke und Ludwig van Beethoven, Festspielhaus, 29. Juli und 14. August 1934 (zwei Aufführungen) |                                                                               | | |
| Wiener Philharmoniker Wiener Staatsopernchor Clemens Krauss                                                                                  | Lothar Wallerstein Clemens Holzmeister Bühnenbild                             | Lotte Lehmann Fidelio Luise Helletsgruber Marzelline | Franz Völker Florestan Richard Mayr Rocco Karl Hammes Don Fernando Alfred Jerger Don Pizzaro Hermann Gallos Jaquino William Wernigk, Karl Ettl Gefangene                                                                                          |
| Tristan und Isolde von Richard Wagner, Festspielhaus, 30. Juli bis 31. August 1934 (drei Aufführungen)                                       |                                                                               | | |
| Wiener Philharmoniker Wiener Staatsopernchor Bruno Walter                                                                                    | Otto Erhardt Oskar Strnad Bühnenbild                                          | Anny Konetzni Isolde Gertrude Rünger Brangäne | Theo Strack Tristan Richard Mayr König Marke Josef von Manowarda Kurwenal Hans Duhan Melot Hermann Gallos Hirte Alfred Muzzarelli Steuermann Georges Müller Junger Seemann                                                                        |
| Der Rosenkavalier von Hugo von Hofmannsthal und Richard Strauss, Festspielhaus, 1. bis 29. August 1934 (drei Aufführungen)                   |                                                                               | | |
| Wiener Philharmoniker Wiener Staatsopernchor Clemens Krauss                                                                                  | Lothar Wallerstein Alfred Roller Bühnenbild                                   | Lotte Lehmann Feldmarschallin Eva Hadrabová Octavian Adele Kern Sophie Aenne Michalsky Leitmetzerin Gertrud Rünger Annina | Richard Mayr Baron Ochs Hermann Wiedemann Faninal Hermann Gallos Valzacchi Viktor Madin Haushofmeister bei der Marschallin \| Polizeikommissär William Wernigk Haushofmeister bei Faninal \| Wirt Alfred Muzzarelli Notar Charles Kullmann Sänger |
| Die Hochzeit des Figaro von Lorenzo Da Ponte und Wolfgang Amadeus Mozart, Festspielhaus, 3. August 1934 (eine Aufführung)                    |                                                                               | | |
| Wiener Philharmoniker Wiener Staatsopernchor Clemens Krauss                                                                                  | Lothar Wallerstein Alfred Roller Bühnenbild                                   | Viorica Ursuleac Gräfin Almaviva Adele Kern Susanna Gertrud Rünger Marcellina Margit Bokor Cherubino Aenne Michalsky Barbarina | Alfred Jerger Graf Almaviva Karl Hammes Figaro William Wernigk Basilio Karl Norbert Bartolo Viktor Madin Antonio Hermann Gallos Don Curzio |
| Don Giovanni von Lorenzo Da Ponte und Wolfgang Amadeus Mozart, Festspielhaus, 4. bis 25. August 1934 (fünf Aufführungen)                     |                                                                               | | |
| Wiener Philharmoniker Wiener Staatsopernchor Bruno Walter                                                                                    | Karl Heinz Martin Oskar Strnad Bühnenbild                                     | Dusolina Giannini Donna Anna Maria Müller Donna Elvira Lotte Schöne Zerlina | Ezio Pinza Don Juan Virgilio Lazzari Leporello Emanuel List Der Komtur Dino Borgioli Don Ottavio Karl Ettl Masetto |
| Die ägyptische Helena von Hugo von Hofmannsthal und Richard Strauss, Festspielhaus, 9. August 1934 (eine Aufführung)                         |                                                                               | | |
| Wiener Philharmoniker Wiener Staatsopernchor Clemens Krauss                                                                                  | Lothar Wallerstein Alfred Roller, Robert Kautsky Bühnenbild                   | Viorica Ursuleac Helena Elise Bachrich Hermione Margit Bokor Aithra Luise Helletsgruber 1. Dienerin Polly Batic 2. Dienerin Aenne Michalsky 1. Elf Margit Szathmáry 2. Elf Fanny Salinger 3. Elf Frieda Stroinigg 4. Elf Gertrud Rünger Die alles wissende Muschel             | Franz Völker Menelaos Alfred Jerger Alrair Charles Kullmann Da-Ud |
| Oberon von James Planché und Carl Maria von Weber, Festspielhaus, 13. und 22. August 1934 (zwei Aufführungen)                                |                                                                               | | |
| Wiener Philharmoniker Wiener Staatsopernchor Bruno Walter                                                                                    | Franz Ludwig Hörth Oskar Strnad Bühnenbild Margarete Wallmann Choreographie   | Margit Bokor Oberon Herma Lutwak Titania Gertrude Rünger Puck Aenne Michalsky Droll \| Meermädchen Maria Müller Rezia Rosette Anday Fatime Dagny Servaes Roschana Ruth Maria Schmidt Nadine                                                                                    | Wilhelm Schich Harun al Rschid Hans Bergen Babekan Andrei Jerschik Mesru Karl Ettl Almansor Heinrich Berthold Abdallah Fritz Birkmayer Kaiser Karl der Große Charles Kullmann Hüon von Bordeaux Karl Hammes Scherasmin                            |
| Elektra von Hugo von Hofmannsthal und Richard Strauss, Festspielhaus, 17. August 1934 (eine Aufführung)                                      |                                                                               | | |
| Wiener Philharmoniker Wiener Staatsopernchor Clemens Krauss                                                                                  | Lothar Wallerstein Alfred Roller Bühnenbild                                   | Rose Pauly Elektra Gertrud Rünger Klytämnestra Viorica Ursuleac Chrysothemis Margit Szathmáry Vertraute Martha Karl Schleppträgerin Margit Bokor Aufseherin Bella Paalen 1. Magd Polly Batic 2. Magd Eva Hadrabová 3. Magd Aenne Michalsky 4. Magd Luise Helletsgruber 5. Magd | Gunnar Graarud Aegisth Alfred Jerger Orest Karl Ettl Pfleger des Orest William Wernigk Junger Diener Alfred Muzzarelli Alter Diener |
| Così fan tutte von Lorenzo Da Ponte und Wolfgang Amadeus Mozart, Festspielhaus, 28. August 1934 (eine Aufführung)                            |                                                                               | | |
| Wiener Philharmoniker Wiener Staatsopernchor Clemens Krauss                                                                                  | Lothar Wallerstein Ludwig Sievert Bühnenbild Margarete Wallmann Choreographie | Viorica Ursuleac Fiordiligi Gertrud Rünger Dorabella Adele Kern Despina | Franz Völker Ferrando Karl Hammes Guglielmo Josef von Manowarda Don Alfonso |

Besetzungswechsel in den Folgevorstellungen:
- Tristan und Isolde. Isolde: Dorothea Manski (31. August), Brangäne: Rosette Anday (24. August), Junger Seemann: Hermann Gallos  (31. August)
- Don Giovanni. Donna Elvira: Luise Helletsgruber (8., 20. und 25.), Donna Anna: Elisabeth Feuge (8.)
- Oberon. Rezia: Anny Konetzni (22. August)

## Quelle
- Josef Kaut: Die Salzburger Festspiele 1920-1981, Mit einem Verzeichnis der aufgeführten Werke und der Künstler des Theaters und der Musik von Hans Jaklitsch. Residenz Verlag, Salzburg 1982, ISBN 3-7017-0308-6, S. 261–272.